# Miss Terra 2013
Miss Terra 2013, tredicesima edizione di Miss Terra, si è tenuta il 7 dicembre 2013 presso il Versailles Palace di Alabang, nelle Filippine. Tereza Fajksová della Repubblica Ceca, ha incoronato la nuova vincitrice, la venezuelana Alyz Henrich.

## Risultati

### Piazzamenti
| Risultato finale | Concorrente |
| ---------------- | --- |
| Miss Terra 2013  | - Venezuela - Alyz Henrich |
| Miss Aria 2013   | - Austria - Katia Wagner |
| Miss Acqua 2013  | - Thailandia - Punika Kulsoontornrut |
| Miss Fuoco 2013  | - Corea del Sud - Catharina Choi |
| Finaliste        | - Filippine - Angelee delos Reyes - Messico - Kristal Silva - Polonia - Aleksandra Szczęsna - Serbia - Andjelka Tomasevic |
| Semifinaliste    | - Cile - Natalia Lermanda - Cina - Lisa Xiang - Francia - Sophie Garenaux - Mauritius - Virginie Dorza - Spagna - Cristina Martínez - Stati Uniti d'America - Nicolle Velez - Sudafrica - Ashanti Mbanga - Turchia - Ezgi Avci |

### Riconoscimenti speciali
| Riconoscimento speciale        | Concorrente                                                                          |
| ------------------------------ | ------------------------------------------------------------------------------------ |
| Best in Swimsuit               | Ucraina - Anastasia Sukh                                                             |
| Best in Evening Gown           | Venezuela - Alyz Henrich                                                             |
| Best in Talent                 | Kazakistan - Kumis Bazarbayeva                                                       |
| Best in Resort Wear            | Thailandia - Punika Kulsoontornrut                                                   |
| Best in National Costume       | Sudafrica - Ashanti Mbanga                                                           |
| Miss Photogenic (Online)       | India - Sobhita Dhulipala                                                            |
| Miss Friendship                | - Gabon - Filiane Mayombo Koundi - Indonesia - Nita Sofiani - Libano - Rita Houkayem |
| Miss Earth Eco-Beauty (Online) | India - Sobhita Dhulipala                                                            |

## Concorrenti
| Nazione                   | Concorrente                 | Età | Altezza | Provenienza            | Gruppo |
| ------------------------- | --------------------------- | --- | ------- | ---------------------- | ------ |
| Albania                   | Afroviti Goge               | 23  | 176     | Tirana                 | 2      |
| Australia                 | Renera Thompson             | 26  | 170     | Sydney                 | 2      |
| Austria                   | Katia Wagner                | 25  | 173     | Vienna                 | 1      |
| Bahamas                   | Vandia Sands                | 25  | 173     | Nassau                 | 2      |
| Belgio                    | Kristina de Munter          | 26  | 173     | Bruxelles              | 2      |
| Belize                    | Amber Rivero                | 21  | 165     | Belize City            | 2      |
| Bolivia                   | María Renée Carmona         | 18  | 185     | Cochabamba             | 3      |
| Bonaire                   | Jeanine Ottenhof            | 19  | 177     | Huizen                 | 1      |
| Bosnia ed Erzegovina      | Vera Krneta                 | 19  | 175     | Sarajevo               | 1      |
| Brasile                   | Priscilla Martins           | 23  | 174     | Araújos                | 3      |
| Canada                    | Sofiya Chorniy              | 20  | 175     | Montréal               | 1      |
| Cile                      | Natalia Lermanda            | 22  | 179     | Santiago               | 1      |
| Cina                      | Lisa Xiang                  | 24  | 178     | Jiangsu                | 2      |
| Cina Taipei               | Lyu Ying Li                 | 19  | 174     | Taipei                 | 1      |
| Colombia                  | Diana Ortegón               | 21  | 168     | Girardot               | 1      |
| Corea del Sud             | Catharina Choi              | 23  | 173     | Seul                   | 2      |
| Costa d'Avorio            | Bintou Traoré               | 20  | 175     | Korhogo                | 2      |
| Costa Rica                | Mariela Aparicio            | 25  | 175     | San José               | 2      |
| Crimea                    | Mariya Makater              | 18  | 174     | Sinferopoli            | 1      |
| Curaçao                   | Archangela Garcia           | 24  | 172     | Willemstad             | 1      |
| Danimarca                 | Josefine Mikuta Poulsen     | 21  | 177     | Nørrebro               | 1      |
| Ecuador                   | Ana María Weir              | 25  | 174     | Guayaquil              | 1      |
| Filippine                 | Angelee delos Reyes         | 26  | 171     | Olongapo               | 1      |
| Francia                   | Sophie Garenaux             | 22  | 175     | Harnes                 | 2      |
| Gabon                     | Filiane Mayombo Koundi      | 19  | 169     | Ogooué-Lolo            | 3      |
| Galles                    | Angharad James              | 23  | 182     | Cardiff                | 3      |
| Germania                  | Caroline Noeding            | 22  | 174     | Hannover               | 3      |
| Ghana                     | Amabel Klutse               | 21  | 180     | Accra                  | 1      |
| Giappone                  | Yu Horikawa                 | 24  | 165     | Tokyo                  | 1      |
| Guadalupa                 | Marie Vaitilingon           | 19  | 170     | Le Moule               | 2      |
| Guam                      | Katarina Martinez           | 22  | 178     | Barrigada              | 2      |
| Guatemala                 | Jimena Mansilla Wever       | 23  | 173     | Città del Guatemala    | 3      |
| Haiti                     | Carolina Rinchère           | 24  | 165     | Port-au-Prince         | 3      |
| India                     | Sobhita Dhulipala           | 21  | 175     | Guntur                 | 2      |
| Indonesia                 | Nita Sofiani                | 21  | 171     | Bandung                | 1      |
| Inghilterra               | Chloe Othen                 | 23  | 175     | Londra                 | 1      |
| Irlanda del Nord          | Amira Graham                | 19  | 173     | Belfast                | 2      |
| Isole Vergini Americane   | Vanessa Donastorg           | 24  | 170     | Saint Thomas           | 2      |
| Isole Vergini britanniche | Kimberly Herbert            | 18  | 170     | Roadtown               | 3      |
| Israele                   | Maria Abboud                | 18  | 175     | Gerusalemme            | 1      |
| Italia                    | Debora Bon                  | 21  | 170     | Venezia                | 3      |
| Kazakistan                | Kumis Bazarbayeva           | 25  | 175     | Almaty                 | 2      |
| Kosovo                    | Donika Emini                | 19  | 175     | Pristina               | 2      |
| Libano                    | Rita Houkayem               | 22  | 178     | Beirut                 | 2      |
| Lituania                  | Monika Sereckyte            | 23  | 178     | Vilnius                | 1      |
| Macao                     | Ashely Qian                 | 22  | 173     | Macao                  | 3      |
| Madagascar                | Erwinah Mathon              | 24  | 170     | Antananarivo           | 1      |
| Malaysia                  | Josephine Tan               | 23  | 173     | Pahang                 | 3      |
| Martinica                 | Rani Charles                | 20  | 172     | Fort-de-France         | 2      |
| Mauritius                 | Virginie Dorza              | 20  | 170     | Port Louis             | 3      |
| Messico                   | Kristal Silva               | 21  | 178     | Ciudad Victoria        | 3      |
| Mongolia                  | Bayartsatsral Baljinnyam    | 25  | 175     | Ulan Bator             | 1      |
| Nepal                     | Rojisha Shahi Thakuri       | 20  | 173     | Dhapakhel              | 2      |
| Nigeria                   | Marie Miller                | 25  | 175     | Lagos                  | 1      |
| Norvegia                  | Caroline Sparboe            | 23  | 175     | Oslo                   | 3      |
| Nuova Zelanda             | Nela Zisser                 | 21  | 170     | Auckland               | 1      |
| Paesi Bassi               | Wendy-Kristy Hoogerbrugge   | 26  | 179     | Rotterdam              | 3      |
| Panama                    | Johanna Batista             | 21  | 170     | Panama                 | 2      |
| Paraguay                  | Leticia Cáceres             | 23  | 172     | Itá                    | 3      |
| Polonia                   | Aleksandra Szczęsna         | 20  | 175     | Varsavia               | 1      |
| Portogallo                | Solange Duarte              | 23  | 178     | Ovar                   | 3      |
| Rep. Ceca                 | Monika Leová                | 22  | 178     | Choceň                 | 2      |
| Rep. Dominicana           | Maria Eugenia de los Santos | 18  | 173     | San Juan de la Maguana | 3      |
| Riunione                  | Christelle Abrantes         | 19  | 170     | Saint-Pierre           | 1      |
| Romania                   | Ioana Mihalache             | 23  | 180     | Costanza               | 3      |
| Russia                    | Olesya Boslovyak            | 24  | 180     | Mosca                  | 3      |
| Scozia                    | Kiera Kingsman              | 21  | 178     | Glasgow                | 2      |
| Serbia                    | Andjelka Tomasevic          | 20  | 170     | Zubin Potok            | 2      |
| Sierra Leone              | Mariatu Dukuray             | 22  | 178     | Freetown               | 3      |
| Singapore                 | Vanessa Hee                 | 25  | 166     | Singapore              | 1      |
| Slovacchia                | Lucia Slaninkova            | 22  | 172     | Považská Bystrica      | 1      |
| Slovenia                  | Nina Kos                    | 21  | 167     | Lubiana                | 3      |
| Spagna                    | Cristina Martínez           | 22  | 177     | Valencia               | 2      |
| Sri Lanka                 | Solange Kristina Gunawijeya | 22  | 176     | Nugegoda               | 3      |
| Stati Uniti d'America     | Nicolle Velez               | 22  | 170     | New York               | 3      |
| Sudafrica                 | Ashanti Mbanga              | 24  | 182     | Johannesburg           | 1      |
| Sudan del Sud             | Gloria Karsis               | 18  | 177     | Malakal                | 3      |
| Svezia                    | Denice Andrée               | 25  | 178     | Stoccolma              | 2      |
| Svizzera                  | Djoa Strassburg             | 20  | 170     | Zurigo                 | 1      |
| Tahiti                    | Maeva Simonin               | 21  | 174     | Punaauia               | 3      |
| Tanzania                  | Clara Noor                  | 18  | 171     | Mwanza                 | 2      |
| Thailandia                | Punika Kulsoontornrut       | 21  | 174     | Prachuap Khiri Khan    | 3      |
| Trinidad e Tobago         | Ariana Rampersad            | 21  | 180     | Couva                  | 1      |
| Turchia                   | Ezgi Avci                   | 21  | 179     | Istanbul               | 2      |
| Ucraina                   | Anastasia Sukh              | 18  | 177     | Kiev                   | 3      |
| Ungheria                  | Dalma Huszarovics           | 24  | 168     | Budapest               | 3      |
| Venezuela                 | Alyz Henrich                | 22  | 176     | Punto Fijo             | 2      |
| Zambia                    | Winnie-Fredah Kabwe         | 23  | 174     | Lusaka                 | 3      |
| Zimbabwe                  | Samantha Dika               | 25  | 172     | Harare                 | 2      |

- Nuova Zelanda: Nela Zisser ha partecipato a tutte le attività preliminari del concorso, ma ha dovuto ritirarsi prima della finale per una intossicazione alimentare.

### Debutti
- Bonaire
- Costa d'Avorio
- Isole Vergini britanniche

### Ritorni
- Albania
- Cile
- Curaçao
- Francia
- Gabon
- Ghana
- Haiti
- Israele
- Kazakistan
- Lituania
- Macao
- Madagascar
- Martinica
- Mauritius
- Nigeria
- Portogallo
- Serbia
- Sri Lanka
- Tahiti
- Ungheria
- Zambia

### Ritiri
- Argentina
- Botswana
- El Salvador
- Figi
- Finlandia
- Honduras
- Isole Cook
- Kenya
- Malta
- Moldavia
- Nicaragua
- Pakistan
- Porto Rico
- Uruguay
- Vietnam